# 1764
Het jaar 1764 is het 64e jaar in de 18e eeuw volgens de christelijke jaartelling.

## Gebeurtenissen
maart
- 23 - Troepen uit de Republiek onderdrukken de Slavenopstand van Berbice.
- 27 - Jozef II wordt in Frankfurt tot Rooms-Duits koning gekozen.
- 27 - De Grote Sociëteit van Tiel wordt opgericht om kennis te nemen van de diverse dagbladen en om daarover in besloten kring te kunnen discussiëren.

april
- 5 - De  Britse regering van George Grenville krijgt de Sugar Act door het Lagerhuis, een belastingwet die mede aanleiding zal zijn voor de Amerikaanse Revolutie.

juni
- 30 - De veertienjarige Jeanne Boulet wordt, terwijl ze de schapen hoedt, gedood door het Beest van Gévaudan.

september
- In Napels en omgeving is er een 'grote ravage door kwaadaardige besmettelyke koortzen' waarbij meer dan 116.000 mensen sterven. Op kosten van de koning wordt een speciaal ziekenhuis gebouwd.[1]

oktober
- 23 - Slag bij Buxar in India: 7000 Britse huursoldaten (sepoys) onder bevelhebber Hector Munro verslaan de gezamenlijke strijdmacht van Shuja ud-Daulah, de nawab van Avadh, Mir Qasim, de nawab van Bengalen, en de Mogolkeizer Shah Alam II. De keizer begint onderhandelingen met de Britten.

zonder datum
- James Hargreaves construeert zijn spinmachine spinning Jenny.
- Horace Walpole publiceert The Castle of Otranto, dat wordt beschouwd als de eerste gothic novel.

## Muziek
- Jean-Philippe Rameau componeert kort voor zijn overlijden in Parijs de suite Les Boréades of Abaris.
- Pieter van Maldere componeert Sei sinfonie a più stromenti, opus 4.
- Joseph Haydn componeert zijn Symfonie nr. 2.
- Wolfgang Amadeus Mozart componeert zijn 1e symfonie op 8-jarige leeftijd.

## Bouwkunst

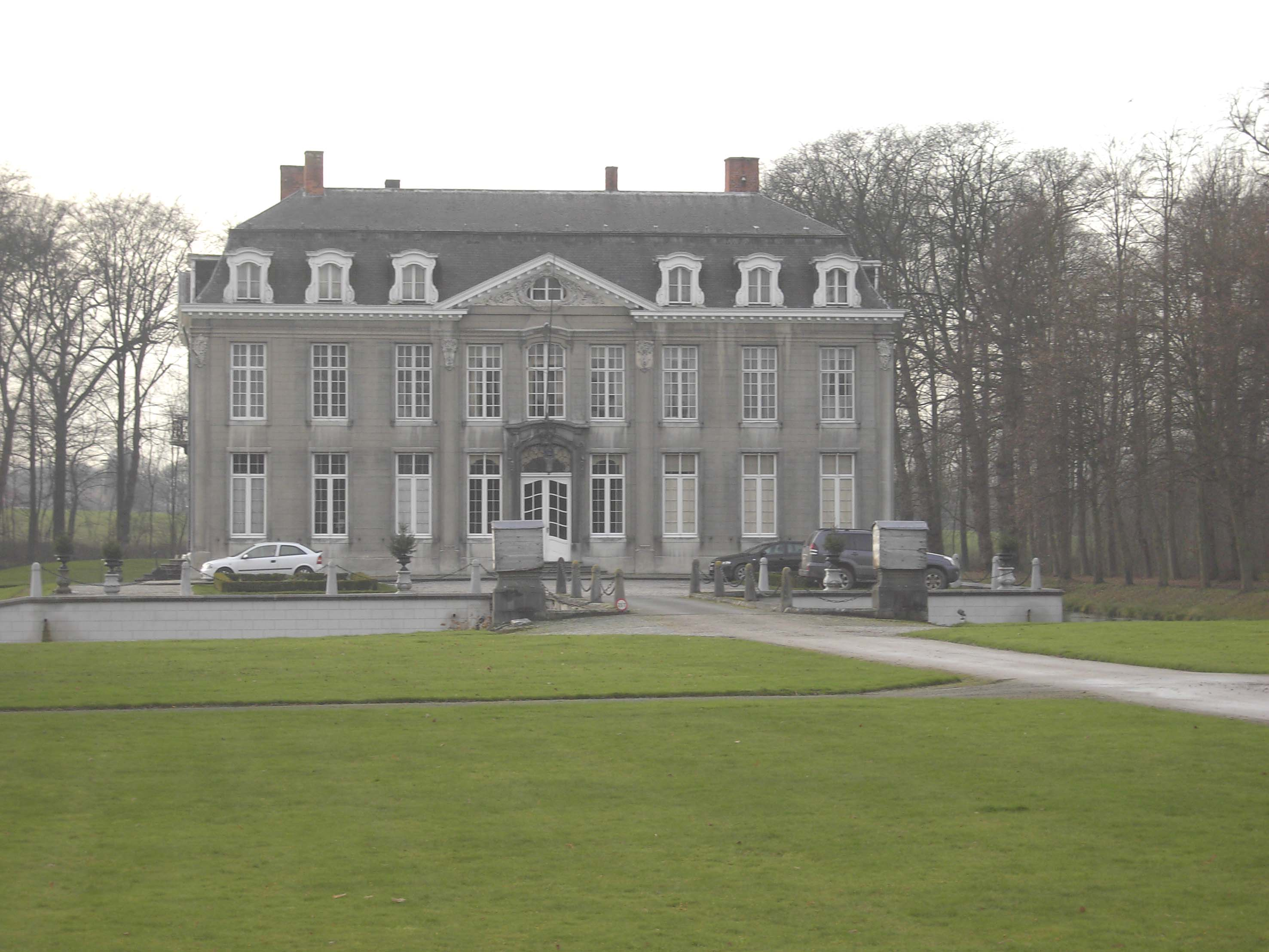
Kasteel van Leeuwergem België (1764) Jean Baptist Simoens

## Geboren
januari
- 1 - Johannes Kinker, Nederlands dichter, filosoof en advocaat (overleden 1845)

februari
- 22 - Jacques-Oudart Fourmentin, Frans kaper (overleden 1848)

maart
- 13 - Charles Grey, Brits Whig-politicus; premier 1830-1834 (overleden 1865)

april
- 20 - Rudolf Ackermann, Duits-Brits boekhandelaar, lithograaf en uitgever (overleden 1834)

mei
- 3 - Johann Wilhelm Meigen, Duits entomoloog (overleden 1845)

juni
- 19 - José Gervasio Artigas, Uruguayaans generaal en vrijheidsstrijder (overleden 1850)
- 19 - John Barrow, Brits staatsman (overleden 1848)

juli
- 9 - Ann Radcliffe, Engelse schrijfster van gothic novels (overleden 1823)

november
- 5 - Bernard Fiocco, Vlaams politicus (overleden 1849)
- 22 - Barbara Juliana von Krüdener, Baltisch-Duits barones, mystica en schrijfster (overleden 1824)

datum onbekend
- André-Frédéric Eler, Frans componist en muziekpedagoog (overleden 1821)

## Overleden
maart
- 30 - Pietro Locatelli (68), Italiaans componist en violist

april
- 15 - Madame de Pompadour (Jeanne-Antoinette Poisson) (43), maîtresse van koning Lodewijk XV van Frankrijk
- 17 - Johann Mattheson (82), Duits componist

september
- 12 - Jean-Philippe Rameau (80), Frans componist en muziektheoreticus

oktober
- 22 - Jean-Marie Leclair (67), Frans componist en violist
- 26 - William Hogarth (66), Engels kunstschilder en graveur

november
- 20 - Christian Goldbach (74), Duits-Pruisisch wiskundige